# 키타야마 미츠키
키타야마 미츠키(일본어: 北山みつき, 1967년 12월 6일 ~ )는 일본의 여성 엔카 가수이다.

## 주요 작품
- 背中から抱きしめて (등뒤에서 안아줘, 2014년)
- 女友達 (여자친구, 2017년)
- ケ・セラ・セラ～魔法の言葉 (케세라세라, 마법의 단어, 2019년)

## 출연작
- 2014년 TBS 《개운음악당》
- 2014년 닛폰 TV 《아리요시 반성회》